# Стара планина
Вижте пояснителната страница за други значения на Стара планина.
Стара планина (в Античността: Хемос или Хемус, на старогръцки: Αίμος, на латински: Haemus, на славянски: Маторни гори, на турски: Коджабалкан или Балкан) е планинска верига на Балканския полуостров, на територията на България (предимно) и Сърбия. За пръв път името Стара планина се споменава в началото на XVI век от далматинеца Вранчич.
Простира се на запад от река Тимок, северно от град Зайчар, до нос Емине на Черно море на изток. По-голямата ѝ част се намира на територията на България, разположена по дължината на страната, като условно я разделя на Северна и Южна България. Най-високата ѝ точка е връх Ботев (2375,9 m).
В нейното землище са обособени много природни паркове, защитени местности и един национален парк. Тя е сред най-големите центрове на ендемични и реликтни видове. В нея са изградени 81 хижи. Поради изградената материална база, чистия въздух и високопланински характер Стара планина често е предпочитана цел за туризъм и отдих.

## География

### Положение
Стара планина е сред 4-те физикогеографски области на Старопланинската зона. Тя е част от Алпо-Хималайската планинска система и в частност от голямото земно образувание, известно като Балканиди. Разположена е между Предбалкана на север и Подбалканските котловини на юг. На запад се простира до реките Търговишки Тимок (дясна съставяща на Бели Тимок) и Височица (Комщица, Темска река, десен приток на Нишава) в Сърбия, а на изток, при нос Емине достига до Черно море. Простира се върху територията на части от 14 български области – Видинска, Монтана, Врачанска, Софийска, област София, Ловешка, Пловдивска, Габровска, Старозагорска, Великотърновска, Сливенска, Шуменска, Бургаска и Варненска.
Площта на Стара планина (само на територията на България) е 11 596,4 km², с дължината – 530 km и ширина от 15 (в средната част) до 50 km (в западната и източната част). Средната ѝ надморска височина е 722 m.
| Част         | Площ, km² | %     | Средна надморска височина, m | 0 – 200 m, km² | %     | 200 – 600 m, km² | %     | 600 – 1000 m, km² | %     | 1000 – 1600 m, km² | %     | над 1600 m, km² | %    |
| ------------ | --------- | ----- | ---------------------------- | -------------- | ----- | ---------------- | ----- | ----------------- | ----- | ------------------ | ----- | --------------- | ---- |
| Западна част | 4196,9    | 36,19 | 849                          | –              | –     | 907,1            | 21,61 | 2074,9            | 49,44 | 1139,6             | 27,15 | 75,3            | 1,79 |
| Средна част  | 3400,9    | 29,33 | 961                          | –              | –     | 549,8            | 16,17 | 1512,7            | 44,48 | 1076,7             | 31,66 | 261,7           | 7,70 |
| Източна част | 3998,6    | 34,48 | 385                          | 560            | 14,00 | 2798,9           | 70,00 | 624,1             | 15,61 | 15,6               | 0,39  | –               | —    |
| Общо         | 11 596,4  | 10,46 | 722                          | 560            | 4,83  | 4255,8           | 36,70 | 4211,7            | 36,32 | 2231,9             | 19,25 | 337             | 2,91 |

### Граници
Стара планина граничи на север с Предбалкана, като посредством седловини (Превалска, Лопатна, Падеш, Превлаката, Богое и др.) се свързва с предбалканските ридове, а чрез подбалканските планински прагове (Гълъбец, Козница, Стражата, Межденик и др.) се осъществява връзката с разположената на юг от нея Средна гора.
Северна граница
Северната граница на Стара планина с Предбалкана следи в едри линии надлъжните разломи по протежение на северновергентните навлачни структури. Една част от границата следи чупките на напречните долини на реките, които са твърде изразителни при допира на твърдите варовици на юротипните гънки и по-неустойчивия дълбоко обработен в тектонско отношение литоложки субстрат на Стара планина. Освен това на някои места границата се очертава от младия седиментен пълнеж на синклиналните структурни понижения.
В най-западната си част границата между Предбалкана и Стара планина започва от Белоградчишкия проход (570 m) на границата със Сърбия и следва на изток Салашката синклинала. След това тя минава през седловината Превала (535 m) и продължава на югоизток по протежение на дислоцираните структури на Салашката синклинала и праволинейната, обусловена от тектониката долина на река Огоста. По̀ на изток, в южната периферия на Бързийско-Ботунското структурно понижение, границата има характер на постепенен преход. Източно от долината на река Ботуня по южната периферия на Врачанското поле и подножието на североизточния праволинеен структурно обусловен склон на Врачанската планина тя показва подчертана морфотектонска изразителност. При село Лютиброд добре изразената в морфотектонско отношение граница между двете зони, пресичайки долината на река Искър, следи северното подножие на твърде изразителната морфоскулптура при „Ритлите“. След това тя върви по южната ограда на Ботевградската котловина и по̀ на изток последователно се маркира от напречните чупки в долините на реките Малки Искър (при Етрополе) и Черни Вит (при Дивчовото).
След долината на река Черни Вит започва границата между Средния Предбалкан и Средна Стара планина. Границата последователно пресича долините на реките Бели Вит (при Рибарица), Бели Осъм (при село Бели Осъм), Черни Осъм (южно от Троянския манастир), Видима (при град Априлци), Росица (при село Стоките), Янтра (при Габрово), Дряновска река (при Трявна), Белица (при село Вонеща вода), Златаришка река (южно от град Елена и Стара река (при село Стара река), където завършва границата със Средна Стара планина.
В източната си част границата между Предбалкана и Стара планина се проследява по подножието на тектонски обусловената откъм юг ограда на Герловската хълмиста котловина и по северното подножие на Върбишката планина достига до сливането на двете съставящи реки на Камчия – Голяма Камчия и Луда Камчия при село Цонево. След това по северното подножие на Камчийската планина границата достига до Черно море при устието на Фъндъклийската река, като в този си участък Стара планина граничи директно с Дунавската равнина.
Южна граница
Южната граница на Стара планина от запад на изток се проследява по северните периферии на подбалканските котловини: Бурелска, Софийска, Саранска, Камарска, Златишка, Карловска, Казанлъшка, Сливенска, Карнобатска и Айтоска.

### Деление
От проходите Златишки и Вратник Стара планина се поделя на три части: Западна, Средна и Източна.

#### Западна Стара планина
Западната част на Стара планина се отличава със северозапад-югоизточно простиране, като на запад е ограничена от долините на реките Търговишки Тимок (дясна съставяща на Бели Тимок) и Височица (Комщица, Темска река, десен приток на Нишава) в Сърбия, а на изток достига до Златишкия проход. В посока от северозапад на югоизток западната част на Стара планина със своето цялостно верижно било до най-високия ѝ връх Миджур (2168 m) по протежение на локално наименованите планини – Светиниколска и Чипровска – показва постепенно повишаване. По̀ на югоизток по билото на Берковска планина до изразителната Петроханска седловина (1420 m) се откроява конусообразният корпус на връх Ком (2016 m). На изток от Петрохан гърбището ѝ се разклонява и заедно с намалената надморска височина източно и западно от проломната долина на река Искър орографският му обхват се разширява значително. То се ограничава на запад от долината на река Бързия, Петроханската седловина и долината на река Нишава, а на изток опира до Ботевградската и Етрополската котловина и Златишкия проход.
В обсега на този широк орографски обхват до долината на река Искър в посока от север на юг се редуват планините Врачанска (1482 m), Козница (1785 m), Понор (1479 m) и Мала планина (1234 m). Те последователно са разчленени от Дружевската седловина (863 m) и от дълбоките долини на реките Пробойница и Искрецка. На запад Мала планина е тясно свързана с гърбището на Чепън планина (1206 m). Орографското разширение и разклонение източно от долината на река Искър в посока от север на юг е представено от планините Ржана (1637 m), Голема (1588 m) и Софийска (1295 m). Те се разграничават от дълбоките долини на реките Габровница и Батулийска, а билата им на изток се събират в общия орографски възел на планината Мургаш (1687 m). Източно от прохода Витиня се издигат най-източните части на Западна Стара планина – Било и Етрополска.
Западната част на Стара планина заема площ от 4196,9 km², което представлява 36,19% от общата площ на Стара планина. Средната ѝ надморска височина е 849 m. Най-голям процент – 49,44 заемат нископланинските земи (надморска височина между 600 и 1000 m), следвани от среднопланинските – 27,15%, а най-малко – 1,79%, са високопланинските земи с височина над 1600 m. Дължината на Западна Стара планина е 190 km, а ширината ѝ варира от 15 до 50 km.

Основни морфографски единици в Западна Стара планина:
- Берковска планина
- Било (планина)
- Видлич (планина)
- Врачанска планина
- Вучибаба (планина)
- Годечка котловина (Забърге)
- Голема планина
- Етрополска планина
- Козница (планина)
- Мала планина
- Мургаш (планина)
- Понор (планина)
- Раниловско поле
- Ржана планина (Ръжана)
- Светиниколска планина
- Софийска планина
- Три уши
- Чепън
- Чипровска планина
- Язова планина

#### Средна Стара планина
Средната част на Стара планина се отличава с високо, компактно и верижно било, което притежава подчертано изразено западно-източно простиране. Тя се простира между Златишкия проход на запад и седловинното понижение Вратник 1097 m) на изток. По нейното протежение се разграничават редица планини с локални наименования (Златишко-Тетевенска, Троянска, Калоферска, Шипченска, Тревненска и Елено-Твърдишка). Тук подчертано изразената орографска същност на старопланинското било е жалонирана с поредица от добре изразени върхове. Над тях се откроява купеноподобният корпус на първенеца на Стара планина – връх Ботев (2376 m). Освен това по старопланинското било от запад на изток се проследяват върховете Свищи плаз (1888 m) и двухилядниците Паскал (2029 m), Тетевенска Баба (2071 m), Булуваня (2042 m), Вежен (2198 m), Левски (Амбарица, 2166 m), Голям Купен (2169 m), Жълтец (Саръкая, 2227 m), Параджика (2209 m), Юрушка грамада (2136 m), Голям Кадемлия (2276 m, малко встрани от билото), а след това по-ниските върхове Шипка (Свети Никола, 1326 m), Бузлуджа (1443 m), Бедек (1488 m) и Чумерна (1536 m). Заедно с това в средната част на Стара планина в посока от запад на изток билото повече или по-малко се понижава при напречните лесно проходими седловини. По неговото протежение се редуват седловините (проходите): Златишки (Кашана, 1385 m), Рибаришки (Рибарица – Христо Даново) черен път, Троянски (Беклемето, 1520 m), Русалийски (1560 m), Химитлийски (Ясенски, 1170 m), Шипченски (1200 m), Проход на Републиката (Хаинбоаз, 698 m) и Твърдишки проход. Върху северните склонове на Средна Стара планина са всечени редица напречни долини от горните течения на реките Вит, Осъм, Видима, Росица и Янтра, а върху нейните южни склонове се открояват долините на реките Стряма, Тунджа, Тъжа и др.
Средната част на Стара планина заема площ от 3400,9 km², което представлява 29,33% от общата площ на Стара планина (най-малък дял). Средната ѝ надморска височина обаче е най-висока от трите части – 961 m. Най-голям процент – 44,48, заемат нископланинските земи (надморска височина между 600 и 1000 m), следвани от среднопланинските (между 1000 и 1600 m) – 31,66%, а най-малък – 7,7%, високопланинските земи с височина над 1600 m. Дължината на Средна Стара планина е 185 km, а ширината ѝ е от 15 до 20 km.

Основни морфографски единици в Средна Стара планина:
- Дебелец
- Елено-Твърдишка планина
- Златишко-Тетевенска планина
- Калоферска планина
- Равнец (планина)
- Тревненска планина
- Триглав (планински масив)
- Троянска планина
- Шипченска планина

#### Източна Стара планина
Източната част на Стара планина е между проходната седловина Вратник (1097 m) на запад и нос Емине при Черно море на изток. Тук от надлъжната долина на река Луда Камчия билото на Стара планина се разклонява и орографският обхват на областта се разширява значително. По-високото било на северния орографски клон първоначално има простиране към североизток, а след това то се проследява с преобладаваща посока запад-изток. Северният орографски клон се заема от верижното гърбище на Котленската и Върбишката планина, където от запад на изток се редуват редица върхове и седловинни проходи – Котленски (695 m), Върбишки (880 m) и Ришки (416 m). Тук на югозапад от град Котел доминира корпусът на връх Разбойна (1128 m), а на изток от напречната проломна долина на Луда Камчия се отделят последните, крайни ридове на Стара планина – Камчийска и Еминска планина.
Южният орографски клон на изток от Вратник започва с гърбището на Сливенската планина, над което се издига нейният най-висок връх Българка (1181 m). На изток от долината на река Мочурица Сливенската планина се разклонява. Нейният северен орографски клон е по-висок и по-дълъг и по неговото напречно разчленение минава Мокренския проход (476 m). Цялото гърбище на този орографски клон е известно под името Стидовска планина, която след Карнобатския проход (310 m) преминава в Карнобатска планина, а след Айтоския проход (350 m) – в Айтоска планина. Южният по-къс орографски клон обхваща по-ниското плоско било на планината Гребенец, а след Марашкия проход (261 m) следва ниския (472 m) Терзийски баир, който завършва при завоя на река Мочурица.
Източната част на Стара планина заема площ от 3998,6 km², което представлява 34,48% от общата площ на Стара планина. Средната ѝ надморска височина е най-ниска от трите части – 385 m. Преобладаващи – 70%, са нискохълмистите земи (надморска височина между 200 и 600 m), 15,61% са нископланинските (между 600 и 1000 m), а най-малко, само 0,39%, са среднопланинските земи с височина между 1000 и 1600 m. Дължината на Източна Стара планина е 155 km, а ширината ѝ варира от 30 до 40 km.

Основни морфографски единици в Източна Стара планина:
- Айтоска планина
- Върбишка планина
- Гребенец
- Еминска планина
- Камчийска планина
- Карнобатска планина
- Котленска планина
- Разбойна
- Сливенска планина
- Стидовска планина
- Терзийски баир

### Върхове над 2000 m
| Връх                        | Височина, m | Селище в близост           | Част                        |
| --------------------------- | ----------- | -------------------------- | --------------------------- |
| Ботев                       | 2376        | Карлово, Калофер           | Калоферска планина          |
| Голям Кадемлия (Кадемлията) | 2276        | Тъжа, Априлци              | Калоферска планина          |
| Млечния чал (Дюзчал)        | 2255        | х. Плевен, х. Васил Левски | Калоферска планина          |
| Жълтец (Саръкая)            | 2227        | Априлци, Карлово           | Калоферска планина          |
| Малък Кадемлия              | 2226        | Тъжа, Априлци              | Калоферска планина          |
| Параджика                   | 2209        | Априлци, Калофер           | Калоферска планина          |
| Вежен                       | 2198        | Клисура                    | Златишко-Тетевенска планина |
| Мазалат (Зли връх)          | 2197        | Тъжа, Скобелево            | Калоферска планина          |
| Пиргос                      | 2195        | Тъжа                       | Калоферска планина          |
| Безименен (до Мазалат)      | 2171        | Скобелево                  | Калоферска планина          |
| Голям Купен (Купена)        | 2169        | Карлово, Сопот             | Калоферска планина          |
| Миджур                      | 2168        | Горни Лом                  | Чипровска планина           |
| Левски (Амбарица)           | 2166        | Карлово, Сопот             | Троянска планина            |
| Юрушка грамада              | 2136        | Априлци                    |                             |
| Ушите                       | 2115        | Априлци                    | -                           |
| Каменица                    | 2104        | Клисура                    | Златишко-Тетевенска планина |
| Малък Купен                 | 2100        | -                          | Калоферска планина          |
| Кафадикилди (Побита глава)  | 2075        | -                          | -                           |
| Тетевенска Баба             | 2070        | Антон                      | Златишко-Тетевенска планина |
| Булуваня                    | 2043        | Антон                      | Златишко-Тетевенска планина |
| Костенурката                | 2035        | Карлово, х. Васил Левски   | Калоферска планина          |
| Кръстците                   | 2035        | Карлово                    | Калоферска планина          |
| Картала                     | 2034        | Антон                      | Златишко-Тетевенска планина |
| Обов връх                   | 2033        | -                          | Чипровска планина           |
| Паскал                      | 2029        | Антон                      | Златишко-Тетевенска планина |
| Мартинова чука              | 2026        | Мартиново                  | Чипровска планина           |
| Равнец                      | 2021        | Карлово, Калофер           | Калоферска планина          |
| Кочмара                     | 2017        | Карлово                    | Калоферска планина          |
| Ком                         | 2016        | Берковица                  | Берковска планина           |

## Геоложки строеж
Стара планина е младонагъната планинска система, изградена от няколко полегнали на север антиклинали: Берковска, Свогенска, Централнобалканска, Шипченска, Твърдишка, Сливенска, Котленска и Еминска. Целостта на основните структури е нарушена от система разседи и разломи, изразени в релефа под формата на синклинални гънки: Издремецката, Чумерненската и Лудокамчийската синклинала. В Западна и Средна Стара планина гънките имат палеозойска ядка от кристалинни скали (гранити, гранодиорити, филити, диабази, лиски, метаморфни шисти, кварцити и др.) и мезозойска мантия от триаски конгломерати, пясъчници и варовици, кредни варовици, варовити мергели и флашки седименти, еоценски варовици, конгломерати и др. В Източна Стара планина антиклиналите са по-слабо издигнати и затъват на изток към Черноморската падина. Изградени са предимно от кредни и палеогенни седименти.
През неогена Стара планина се издига на етапи и е подложена на ерозионно-денудационна обработка. Образувани са 4 заравнени денудационни повърхнини – старомиоценска, младомиоценско, староплиоценско, понтийско и левантийско ниво. Старомиоценската повърхнина заема билото на планината между 1500 и 2000 m н.в. Младомиоценското ниво се наблюдава от 1200 до 1600 m н.в. и има характер на добре изразено планинско стъпало и представлява типичен пенеплен. Понтийското денудационно ниво е трето по височина и възраст и се проявява на височина между 1000 и 1300 m. Най-ниското и най-младото е левантийското ниво и има характер на типично склоново стъпало с надморска височина между 800 и 1000 m. В ниската ивица на южния старопланински склон откъм Софийската котловина, на около 700 m н.в., върху долнотриаските конгломерати и пясъчници се наблюдава и добре изразено плиоценско абразонно ниво.
През кватернера се формира съвременната долинна мрежа с 6 надзаливни речни тераси в главните долини. Литологията също оказва голямо влияние върху формирането на съвременния релеф. Широко разпространени са разнообразните повърхностни и подземни карстови форми – понори, ували, въртопи, карови полета, пещери и др. Карстовите процеси са развити в различни части на Стара планина, но особено изразителни са формите във Врачанска планина, Чепън и долината на река Нишава, Понор планина, Котленска планина и др.
За разлика от Рила и Пирин, тук заледяването е обхванало много малко от най-високите части на планината – при връх Ботев и масива Триглав. Макар че тези места с малко са надвишавали тогавашната снежна граница, поради благоприятното положение и заварения релеф са се образували три къси циркуса по източния склон на вр. Ботев, където сега са изворите на р. Голяма Бъзовица. Особено средният циркус е с подчертано кресловидна форма в началото, стръмни скллонове и добре изразени морени (челна и странични). По вр. Ботев са се оформили и три ниши от ледниковия период, създадени от малки фирнови петна; такава ниша има и при Големия Кадемлия.
Част от релефа на Стара планина е типично алпийски.

## Полезни изкопаеми
Полезните изкопаеми в Стара планина са разнообразни по произход и запаси. Находища на черни въглища са разкрити в Балканбас, разположен между Габрово, Твърдица и Сливен, на антрацитни въглища – в Свогенския басейн. Железни руди са открити в Кремиковци, Чипровци, Мартиново, Троянско, а медни руди и полиметални руди – във Врачанска, Голема планина и Етрополска планина. Находища на качествени мрамори има в Берковско, а на варовици във Врачанско. Барит е разкрит в Искърския пролом в района на Елисейна–Зверино. Базалт се добива в района на град Плачковци. Глини се добиват в Годечко.

## Климат и води
Климат
Климатът е умереноконтинентален, с изключение на най-източните части, които са подложени на преходноконтинентално влияние.
Главната старопланинска верига се отнася към планинската климатична област. Основните фактори за формирането на климата са атмосферната циркулация, надморската височина и изложението на склоновете.
Стара планина е основната климатична преграда и природна граница в България. Северното подножие е с умереноконтинентални климатични черти, а южното е с преходни. Преходността на климата е особено характерна за източните части на планината. От подножието към билото се сменят характерът и стойностите на климатичните елементи. Средногодишната температура във височина намалява и при станцията на връх Ботев достига 0,7 °С (табл. 1). Средните януарски температури варират в широки граници: от около 0 °С в най-източните части до -5 °С за станцията на Петрохан и -9,3 °С за станцията на връх Ботев. Средните юлски температури се колебаят между 8 и 20 °С в зависимост от надморската височина. Температурните амплитуди не са големи: 16 – 18 °С.
Валежите се увеличават във височина и достигат до 1200 – 1400 mm. Те са по-обилни по северните склонове, докато южните остават във валежна сянка и валежите там са около 550 mm. В най-източните части поради преходния характер на климата валежите достигат до около 600 mm. Снегозадържането е около 46 седмици в по-високите части и до 12 седмици на изток. Максимумът на валежите е пролетен, а минимумът е зимен, като в източните части се забелязва сезонно изравняване на валежите. Най-ветровити места в България са върховете Мургаш и Ботев, където средната годишна скорост на вятъра достига 10 m/s. За северното подножие на Стара планина са характерни проявите на фьон, а в района на Твърдица и Сливен – студеният падащ вятър тип „бора“ (често наричан „сливенски вятър“). От неблагоприятните климатични явления са характерни мъглите, температурните инверсии в котловините, поледиците.
| Станция  | Надморска височина (m) | Средна януарска t (°C) | Средна юлска t (°C) | Годишна амплитуда (°C) | Средна годишна t (°C) | Годишна сума на валежите (mm) |
| -------- | ---------------------- | ---------------------- | ------------------- | ---------------------- | --------------------- | ----------------------------- |
| Петрохан | 1400                   | -5,0                   | 14,0                | 19,0                   | 4,8                   | 1157                          |
| Ботев    | 2376                   | -9,3                   | 7,4                 | 16,7                   | 0,7                   | 1113                          |

Води
От Стара планина извират редица наши големи реки като Лом, Огоста, Нишава, Малки Искър, Вит, Осъм, Видима, Росица, Янтра, Стряма, Тунджа, Луда Камчия и др. Тук се формира значителна част от оттока на реките в България. Реките се характеризират с дъждовно-снежно, снежно-дъждовно, дъждовно (особено в източната част) и карстово подхранване (реките Нишава, Искрецка река, Котленска река, Лева река и др.). Във високите части максимумът на оттока е през май, а в по-ниските е през април за северния склон и през март за южния. В басейна на река Луда Камчия максимумът е през февруари. Тук са разположени и две тектонски езера: „Локвата“ под Големия Купен в Средна Стара планина и Скаленското в Стидовска планина.
Модулът на оттока в Старопланинската област показва значително разнообразие. Той е по-голям във високия пояс на северните наветрени склонове (над 25 l/s/km²), където валежите са по-значителни, по-голямо е снежното задържане и е слаба проявата на изпарението. Освен това максималният отток се обуславя и от водонепропускливата геоложка основа и от големия наклон на релефа. В по-ниския пояс модулът на оттока е значително по-малък (10 l/s/km²), там по-малките валежни количества, по-слабо проявеното снежно задържане и по-силното изпарение намаляват до голяма степен неговата величина. В най-ниските части на Стара планина модулът варира между 3 и 5 l/s/km² и тези му стойности се дължат на малките валежни количества, значителното изпарение, голямата инфилтрация във водопропускливата геоложка основа и незначителния наклон на релефа.
От язовирите най-голям е язовир „Камчия“, построен на река Луда Камчия. Особеностите на скалния състав позволяват формирането на значителни количества пукнатинни подземни води. Развитите карстови процеси са причина и за многобройните карстови извори. Сред най-големите карстови извори тук са Искрецките, Житолюб край гара Лакатник, изворът Опицвет в подножието на Чепън и Мала планина, Котелските извори, а най-известните минералните извори са във Вършец, Бързия (Берковско), Нешковци (Троянско) и др.
По-големи водопади са Райското пръскало (най-високият постоянен водопад на Балканския полуостров), Големият Джендемски водопад, Видимското, Кадемлийското, Бабското, Карловското пръскало и др. Водопадът Врачанска скакля край Враца е най-големият непостоянен водопад на Балканите.

## Почви
В по-голямата си част над 800 m н.в. Стара планина се отнася към планинската почвена зона. Тя играе ролята и на почвена граница между няколко основни почвени типа. В по-ниските части по северния склон са разпространени сивите горски почви, а по южния – канелените горски почви. Над тях във височина се разполага поясът на кафявите горски почви, а нагоре следват планинско-ливадните. От азоналните почви за карстовите райони са характерни хумусно-карбонатните почви (рендзините), както и алувиално-ливадните за поречието на река Луда Камчия. Значителните наклони на склоновете и слабата залесеност на места са причина за проявата на ерозионни процеси.

## Растителност и животински свят
Подобно на почвите и при растителността се наблюдава добре проявена вертикална зоналност. До около 800 m н.в. преобладават широколистните видове, предимно дъб и габър, над които е поясът на буковите гори. На много места именно букът формира горната граница на гората. Над буковите гори на отделни места се срещат хубави смърчови гори, на места смесени с ела (Берковска и Калоферска планина). Срещат се още ограничени площи на гори от бяла мура (Тетевенско) и черен бор. По северните склонове на Берковска Стара планина има естествени гори от реликтния обикновен кестен. В Средна Стара планина по карстови терени се среща еделвайсът (района на Козята стена и връх Мазалат).
Най-високите части са заети от пасища и ливади. От храстовите видове са разпространени шипка, глог, къпина, дрян, леска, хвойна, боровинка, връшняк, трънка, драка, смрадлика, люляк и др. На отделни участъци в Средна и Западна Стара планина са запазени и храстови съобщества от клек. В района на Айтос е разпространен ендемитът айтоско сграбиче, а в централните части на планината се среща ендемитът старопланинска иглика. Западно от Сливен е и най-северното находище на средиземноморския вид кукуч. Значително е разнообразието на тревни видове: власатки, ливадина, детелина, светлика, острици, орлова папрат, картъл, полевица и др.
Главната старопланинска верига обитават представители на средноевропейската и евросибирската фауна – дива коза, благороден елен, сърна, мечка, катерица, вълк, лисица, заек, таралеж, от птиците – орел, алпийска гарга, кълвач, дрозд, от влечугите и земноводните – дъждовник, усойница, живораждащ гущер, зелен гущер, алпийски тритон и др. Някои животински видове от бръмбарите, пеперудите, скакалците, охлювите, пещерните животни са ендемити.

## Забележителности
В Стара планина са някои от Стоте национални туристически обекта – връх Ботев, връх Шипка, манастирът „Седемте престола“ при с. Осеновлаг, населени места в близост до Балкана като Котел, Жеравна, Сливен, Казанлък, Габрово, Боженци, Дряново, Елена, Трявна, Карлово, Калофер, Клисура, Сопот, Враца, Троянски манастир и др.

## Значение
Балканът е гръбнакът на България. През 9 век хан Крум разгромява византийската войска при Върбишкия проход в Източна Стара планина, императорът е убит. Тази изключителна победа осигурява на България надмощие над Югоизточна Европа за много векове напред.
В Балкана се състои и друго велико сражение – Шипченската битка за освобождението на България от османска власт. Тогава Сюлейман паша прави последен неуспешен опит да превземе Шипченския проход и да открие пътя към обсадения Плевен.

## Други
На Стара планина са наречени улиците „Балкан“ (Карта) и „Хемус“ (Карта) в София.